# Agnihotra

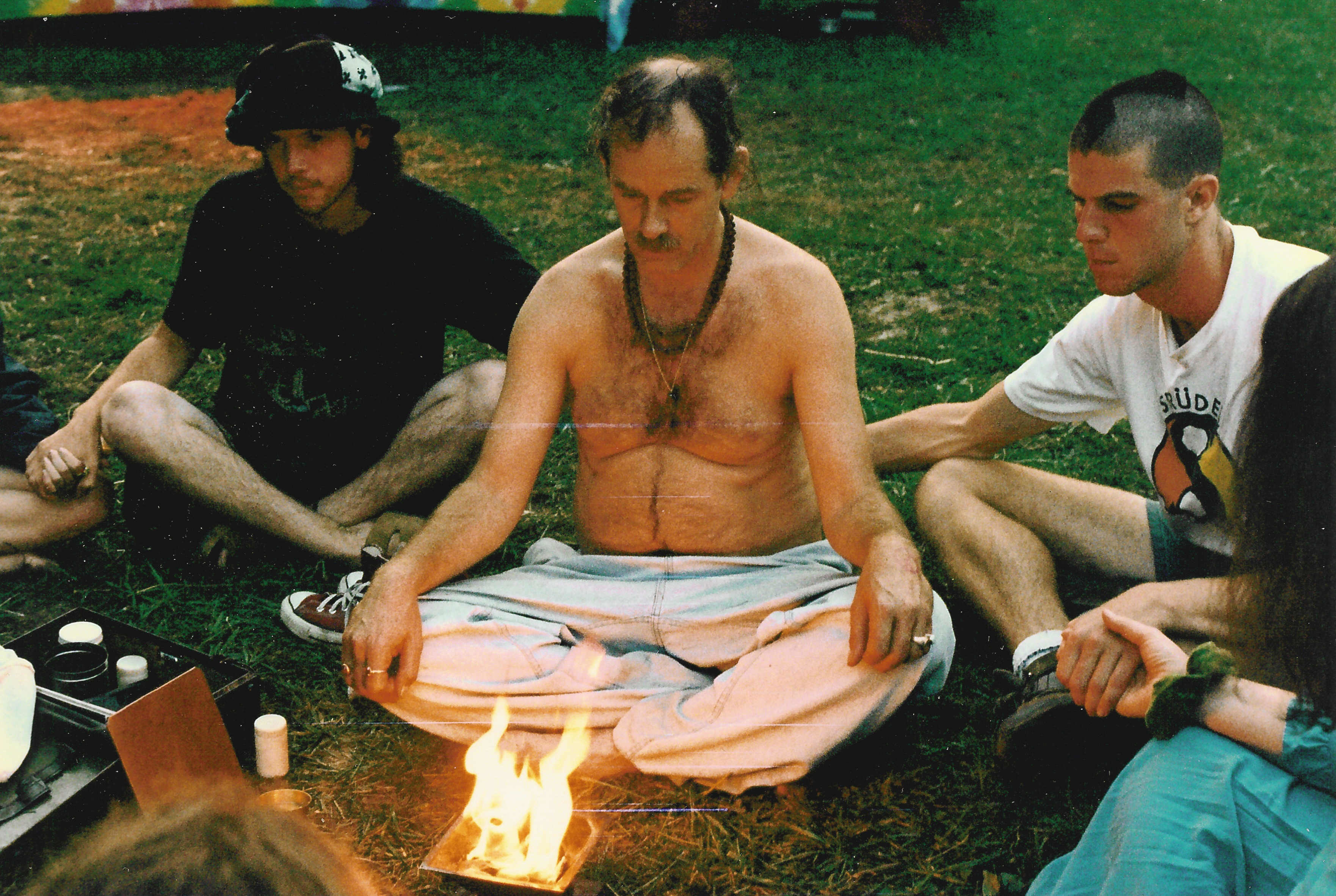
Sadhana wykonywana przy ogniu agnihotry

Agnihotra (dewanagari अग्निहोत्र) – ofiara ogniowa w hinduizmie, spełniana przy specjalnych okazjach, jak np. narodziny dziecka, ślub, pogrzeb, konsekracja świątyni. Jej niezbędnym elementem jest kunda, w której rozpala się ogień. W czasie agnihotry intonuje się mantry wedyjskie oraz wrzuca do ognia ziarno (np. ryż).
Ogień agnihotry symbolizuje Wisznu, a spalane ziarno – popełnione grzechy.

## Mantry agnihotry

### Mantra agnihotry wieczornej
Agnaje Swaha
Agnaje Idam Na Mama
Pradźapataje Swaha
Pradźapataje Idam Na Mama

### Mantra agnihotry porannej
(Surjaja Swaha)
Surjaja Idam Na Mama
Pradźapataje Swaha
Pradźapataje Idam Na Mama